# Station Pont-Saint-Martin
Station Pont-Saint-Martin is een spoorwegstation van de spoorlijn Chivasso-Ivrea-Aosta, gelegen in de gemeente Pont-Saint-Martin (Aostadal-Italië). Het station werd zoals de spoorlijn in 1886 geopend.
In 1940 kreeg het onder druk van Italiaanse nationalisten, de nieuwe naam "Ponte San Martino". Dit werd in 1946 onder Franse druk teruggedraaid.